# Меконий

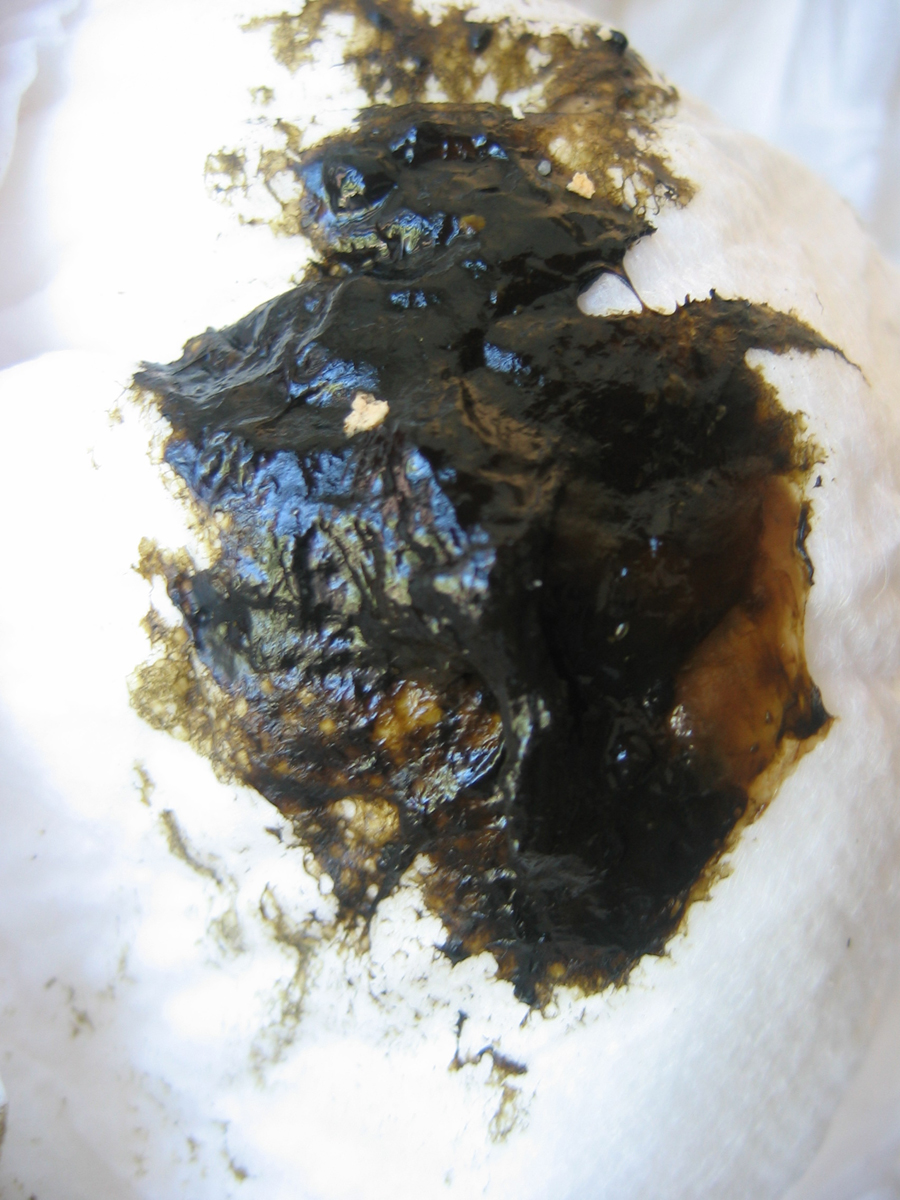
Меконий ребёнка возрастом 12 часов

Меко́ний (от  греч. μηκώνιο, от μήϰων – мак, маковый сок), первородный кал (он же миконий, мяконий) — первые фекалии новорождённого.

## Физиология
Состоит из переваренных во внутриутробном периоде интестинальных эпителиальных клеток, пренатальных волос, слизи, амниотической жидкости, желчи и воды. Меконий до недавнего времени считался практически стерильным. Однако группа учёных из университета Валенсии, Испания, доказала, что первородный кал всё-таки содержит бактерии, которые были отнесены к двум категориям: лактобактерии, вырабатывающие молочную кислоту, и кишечные бактерии (к примеру, кишечная палочка). Это стало по-настоящему невероятным научным открытием, благодаря которому было доказано, что бактерии появляются у ребёнка ещё в утробе матери и, что самое важное, они там же формируют его иммунную систему и способны влиять на риск заболеваемости. В отличие от более поздних испражнений, меконий — вязкий и липкий подобно смоле. Не имеет запаха. В течение первых дней жизни полностью выводится, постепенно сменяясь нормальным калом грудного ребёнка.

## Патологии
Патологии, связанные с меконием, встречаются довольно редко. В норме первое выделение мекония происходит в течение первых суток после родов.

### Синдром мекониевой пробки
Синдром мекониевой пробки — чаще всего временная функциональная, вследствие незрелости клеток нервного сплетения толстой кишки (нисходящего отдела) затруднено первое отделение мекония. Очень редко может привести к перфорации кишечника.

### Мекониевый илеус
Мекониевый илеус. Иногда в результате повышенной вязкости меконий закупоривает просвет подвздошной кишки возле илеоцекального клапана, что часто связано с муковисцидозом. Лечение мекониевой непроходимости, как правило, оперативное.
Наличие мекониевой непроходимости кишечника не связано с тяжестью муковисцидоза.
Обструкция может быть облегчена несколькими способами.
В редких случаях при мекониевом илеусе муковисцидоз не подтверждается клинически и лабораторно, когда причиной является незрелость кишечника и нарушение его перистальтики, в таком случае прогноз благоприятный.

### Синдром аспирации мекония
Синдром аспирации мекония (САМ) — состояние, при котором меконий попадает в лёгкие новорождённого до или во время родов. Является разновидностью аспирационного синдрома, когда в околоплодные воды внутриутробно или во время рождения попадает меконий. Летальность при САМ достигает до 24-28 %. Чаще встречается при переношенной беременности.

### Мекониевый перитонит
Мекониевый перитонит, в том числе внутриутробный (фетальный) мекониевый перитонит.

## Другое использование термина
- Меконием также называют метаболические отходы насекомых, образовавшиеся во время стадии куколки, которые уже после последней линьки выделяются через анальное отверстие имаго[источник не указан 1359 дней].